# The Clark Sisters
The Clark Sisters é um grupo vocal de música gospel  estadunidenses composto de quatro irmãs: Jacky Clark Chisholm, Elbernita "Twinkie" Clark, Dorinda Clark Cole e Karen Clark Sheard. A quinta irmã, Denise Clark Bradford, já não se apresenta com o grupo. The Clark Sisters são as filhas da lendária diretora de corais gospel de Detroit Dra. Mattie Moss Clark. Eles são creditados para ajudar a trazer a música gospel para o "mainstream" e são considerados pioneiros do gospel contemporâneo. Seus maiores sucessos do "crossover" incluem: "Is My Living in Vain?" "Hallelujah", "He Gave Me Nothing to Lose", "Endow Me", e os hit de sucesso "Jesus Is A Love Song", "Pure Gold", "Expect a Miracle", e a sua maior tradicional certificado de ouro de crossover, "You Brought the Sunshine". Alguns dos maiores clássicos The Clark Sisters dominado a Billboard em R&B e gospel durante os anos 70 e 80. Seus álbuns venderam milhões, pavimentando o caminho para os recém-chegados no evangelho de continuar a tomar "mainstream" no evangelho como própria de Detroit The Winans Family, também incluindo Bebe&CeCe Winans, Commissioned, Kirk Franklin, Trin-i-tee 5:7, Mary Mary, e muitos mais artistas do Gospel contemporâneo. The Clark Sisters já ganhou dois Grammy Awards. Apesar semelhança nos nomes, não há nenhuma relação com o quarteto jazz de 1940 e 1950 "The Original Clark Sisters" (também conhecido como The Sentimentalists, quando eles gravaram com o Tommy Dorsey Orchestra). Com 16 álbuns até seu crédito é milhões-sobre-milhões em vendas, as Irmãs Clark são o maior grupo gospel feminina a vender na história da música gospel.

## Biografia
Eles começaram a cantar muito jovens e no final dos anos 60 já faziam parte de corais gospel, às vezes cantando músicas compostas e arranjadas por sua mãe na Igreja de Deus em Cristo.
O grupo foi fundado em 1973 e gravaram seu primeiro álbum, Jesus Has A Lot to Give, pela Billmo Records, propriedade de seu tio.
Em 1980, Twinkie assumiu a gestão do grupo e eles lançaram o álbum ao vivo Is My Living in Vain. Em 1981, a faixa-título do álbum You Brought the Sunshine fez sucesso nas paradas de rádio.
Em 1983, as Irmãs Clark foram convidados para se apresentar no Grammy Awards e provaram ser um dos destaques da cerimônia anual de premiação; porém a igreja não aprovava isso. A igreja disse a sua mãe, Mattie Moss Clark, que ela não deveria se apresentar no Grammy com as garotas novamente. Houve problemas mais sérios.
Em 2006, eles gravaram um álbum ao vivo em Houston, Texas, Live - One Last Time, lançado em 2007.
Em abril de 2020, um filme sobre o grupo, The Clark Sisters: First Ladies of Gospel, foi ao ar no Lifetime com uma audiência de 2,7 milhões de telespectadores.

## The Sound Clark
The Clark Sisters são conhecidas por suas exclusivas vocais estilosos, apelidado como "The Sound Clark." Eles incorporam melismas de alta e rápida, trinados acrobáticos e riffs e profundo, soulful growls, ou "rajadas". As irmãs também são bem conhecidas para cada som distintivo que contribuir. Jacky (alto / tenor) é conhecida por seus vocais suaves e mais profundos. Dorinda (alto), a irmã "jazzy", insumos scats e riffs. Karen (soprano) é conhecida por seus riffs, corre, rosna e muito alto alcance vocal, e também foi conhecido para implementar um "eco" em suas performances ao vivo. Twinkie Clark com suas rajadas de soul e rosnados (Alto / tenor / soprano / baixo) é creditado como sendo o "coração das Irmãs de Clark." No início do desenvolvimento do grupo, Twinkie Clark era a chefe compositora, música e arranger vocal, produtora e possuindo também uma vasta gama vocal do soprano para contralto.
Não há vocalista único no grupo. Jacky leva canções como "Wonderful Counselor", "I've Got An Angel", e "So Much Joy" e "God Understands All". Dorinda leva "Overdose of the Holy Ghost", "Time Out" e "My Redeemer Liveth", "I Won't Let Go Til You Bless My Soul", "Determination", "Looking To Get There(Heaven)" e "Sanctify Me Lord". Karen canta chumbo em "Hallelujah", "Endow Me", a vencedora do Grammy "Blessed and Highly Favored". Twinkie Clark leva em "Pray for the USA", "I've Got The Victory", e seu maior hit "You Brought The Sunshine". Denise Clark canta vantagem sobre "Something Worth Living For", "Count It All Joy And Christ Is Born Today".
The Clark Sisters são o maior grupo gospel feminino a vender de todos os tempos tendo vendido milhões e milhões de álbuns e abriram o caminho para o gênero contemporânea da música gospel.

## Discografia

### Albuns
- 1973: Jesus Has a Lot to Give
- 1974: Dr. Mattie Moss Clark Presents the Clark Sisters
- 1975: Sound Of Gospel Presents
- 1976: Unworthy
- 1978: Count It All Joy #20 (US Gospel)
- 1978: New Dimensions of Christmas Carols]]
- 1979: He Gave Me Nothing to Lose (But All to Gain) #18 (US Gospel)
- 1980: Is My Living in Vain #18 (US Gospel)
- 1981: You Brought the Sunshine #9 (US Gospel)
- 1982: Sincerely #12 (US Gospel)
- 1982: Gospel
- 1984: Heart and Soul (First version Never released)
- 1986: Best
- 1986: Heart and Soul #5 (US Gospel)
- 1988: Conqueror #7 (US Gospel), #29 (US Contemporary Christian)
- 1989: Bringing It Back Home #13 (US Gospel)
- 1994: Miracle #8 (US Gospel)
- 2007: Live - One Last Time #1 (US Gospel),  #56 (US Billboard 200)
- 2008: Encore: The Best of the Clark Sisters
- 2008: The Clark Sisters Definitive Gospel Collection
- 2009: A Clark Family Christmas #15 (US Gospel)
- 2020: The Return

### Singles
| Year | Singles                         | Chart Positions | Chart Positions | Chart Positions | Álbum                    |
| Year | Singles                         | US Gospel       | US R&B          | Hot Dance Club  | Álbum                    |
| ---- | ------------------------------- | --------------- | --------------- | --------------- | ------------------------ |
| 1973 | "Jesus Has A Lot To Give"       | 20              | -               | -               | Jesus Has A Lot to Give  |
| 1980 | "Is My Living In Vain"          | 1               | -               | -               | Is My Living In Vain     |
| 1982 | "Name It Claim It"              | 2               | -               | -               | Sincerely                |
| 1982 | "World"                         | -               | -               | 8               | Sincerely                |
| 1983 | "You Brought the Sunshine"      | 8               | 80              | 23              | You Brought the Sunshine |
| 1986 | "Time Out"                      | 1               | -               | 43              | Heart & Soul             |
| 1986 | "Jesus is a Love Song"          | -               | 105             | -               | Heart & Soul             |
| 1986 | "Pray for the U.S.A."           | -               | -               | -               | Heart & Soul             |
| 1991 | "My Redeemer Liveth"            | -               | -               | -               | Bringing It Back Home    |
| 1991 | "Hallelujah"                    | -               | -               | -               | Bringing It Back Home    |
| 2007 | "Blessed & Highly Favored"      | 1               | -               | -               | Live: One Last Time      |
| 2007 | "Livin'"                        | 2               | 117             | -               | Live: One Last Time      |
| 2008 | "Looking To Get There (Heaven)" | -               | -               | -               | Live: One Last Time      |
| 2008 | "Something New"                 | -               | -               | -               | Live: One Last Time      |
| 2009 | "Instrument (Re-issue live)"    | -               | -               | -               | Live: One Last Time      |

### Outras aparições
- 1992 "Lift Up Your Heads, O Ye Gates"  - Commissioned & The Clark Sisters (from Handel's Messiah: A Soulful Celebration) (Reprise)
- 1996 "Nothing to Lose" - Florida A&M University Gospel Choir featuring The Clark Sisters (Crystal Rose)
- 1997 "Jesus Is a Love Song" - Karen Clark-Sheard featuring The Clark Sisters (from Finally Karen) (Island)
- 1997 "Pure Gold" - Karen Clark Sheard featuring The Clark Sisters (from Finally Karen... Live! - VHS Only) (Island/Polygram Video)
- 2002 "Show Me the Way" - Dorinda Clark Cole featuring The Clark Sisters (from Dorinda Clark-Cole) (Gospocentric)
- 2003 "You Brought the Sunshine" - Kelly Price feat. The Clark Sisters (Def Soul)
- 2003 "I'm Not Perfect" - Missy Elliott feat. The Clark Sisters (from This Is Not a Test) (Elektra)
- 2004 "I Made It" - Twinkie Clark featuring The Clark Sisters (from Home Once Again) (Verity)
- 2005 "Blessing Me" - Jacky Clark Chisholm featuring The Clark Sisters (from Expectancy) (Entheos)
- 2009 "Higher Ground" - Robert Randolph & The Clark Sisters (from Oh Happy Day: An All-Star Music Celebration) (EMI Gospel/Vector Recordings)[9]
- 2009 "I Wanna Thank You"- The Clark Sisters, Kierra Sheard, and J. Moss (from "Silky Soul Music... an All-star Tribute to Maze feat. Frankie Beverly) (Brantera Music Group) the clark sisters is the best singing female group in gospel in secondary music they blending in harmonizing is so perfect

## Covers
- One of the Clarks' signature songs "Is My Living In Vain" was remade by R&B quartet Xscape, as well as Light Records gospel quartet Zie'l.
- An early Clark favorite "Endow Me" from their chart topping album You Brought The Sunshine was remade by Coko featuring Faith Evans, Fantasia Barrino, and Lil' Mo on her 2006 gospel debut.
- "You Brought The Sunshine" has been covered by artists such as Al Green, Kelly Price, Shirley Murdock, Out of Eden, Melinda Doolittle and LeJeune Thompson.
- The ending vamp of the song "I've Got An Angel" from the (1986) Heart & Soul album of the Clark Sisters was used by Aaliyah in the song "Never Givin' Up" off of her 1996 album "One In A Million".
- "Hallelujah" from the Clark Sisters was sung in the Derek Luke film Antwone Fisher, starring Denzel Washington.